# Рифові омари
Рифові омари (Enoplometopus) — рід невеликих раків, які живуть на коралових рифах Індо-Тихоокеанського, Карибського басейнів і теплих районах на сході Атлантичного океану.

## Опис
Область поширення видів Enoplometopus простягається від коралових рифів на глибині до 1 метра до скелястих рифів на глибині 300 метрів. Вони мають яскраве забарвлення з різними смугами, кільцями і плямами. Як правило їх забарвлення червоного, оранжевого, пурпурового і білого кольорів. Рифові омари дрібні (в залежності від виду, до 10-13 см), нічні (проводять день в печерах або тріщинах) і боязкі тварини. Види можна відрізнити за їх забарвленням і морфологією.
Через своє яскраве забарвлення вони популярні серед акваріумістів.
Хоча скам'янілостей рифових омарів не виявлено, є деякі докази того, що вони можуть бути пов'язані з вимерлим родом Eryma, який жив з пермі — тріасу до пізньої крейди.

## Види
Рід включає такі види:
- Enoplometopus antillensis (Lütken, 1865)
- Enoplometopus callistus (Intès and Le Loeuff, 1970)
- Enoplometopus chacei (Kensley and Child, 1986)
- Enoplometopus crosnieri (Chan and Yu, 1998)
- Enoplometopus daumi (Holthuis, 1983)
- Enoplometopus debelius (Holthuis, 1983)
- Enoplometopus gracilipes (De Saint Laurent, 1988)
- Enoplometopus holthuisi (Gordon, 1968)
- Enoplometopus occidentalis (Randall, 1840)
- Enoplometopus pictus (A. Milne Edwards, 1862)
- Enoplometopus voigtmanni (Türkay, 1989)